# MV Polar Princess
Le MV Polar Princess est un navire océanographique et bâtiment hydrographique propriété de la GC Rieber Shipping (en) à Bergen.

## Histoire
Le navire était auparavant exploité parGeophysical Service Incorporated avec le navire de surveillance MV Polar Prince, désormais déclassé.

### Note et référence
1. ↑  Geophysical Service Inc.

- (en) Cet article est partiellement ou en totalité issu de l’article de Wikipédia en anglais intitulé « MV Polar Princess » (voir la liste des auteurs).